# Enda Kenny
Enda Kenny, irsky Éanna Ó Coinnigh (* 24. dubna 1951 Castlebar) je irský politik, bývalý předseda strany Fine Gael a irský taoiseach. Poslanecký mandát v dolní komoře irského parlamentu zastává od roku 1975, kdy v předčasných volbách nahradil svého otce Henry Kennyho, který zemřel po krátkém boji s rakovinou. Je tak nejdéle souvisle sloužícím členem dolní komory (Father of the Dáil).
Od 15. prosince 1994 do 6. června 1997 byl ministrem obchodu a turistiky. V 9. března 2011 byl jmenován premiérem Irska. 14. června 2017 ho na této pozici nahradil Leo Varadkar, který byl 2. června zvolen předsedou vládní strany Fine Gael.
Hlásí se k římskokatolickému vyznání, od roku 1992 je ženatý a má tři děti.